# Diébougou
Diébougou város Burkina Faso délnyugati részén, Bobo-Dioulassótól 136 kilométerre délkeletre. Főút köti össze Ghánával. A település népessége 2012-ben 21 401 fő volt.

## Történelem
A település 1840 körül alakult, a 19. század végén francia megszállás alá került.
1900 körül francia katonák kényszermunkatábort hoztak létre, amelyhez alagútrendszert is építtettek a rabszolgákkal a város nyugati részén. 1903-ban a népessége körülbelül 900 fő volt.
Testvérvárosa Floirac Franciaországból.

## Gazdaság
A településen több fazekas és kosárfonó műhely található.

## Élővilág
Diébougou mellett egy mocsárban krokodilok is előfordulnak.

## Fordítás
- Ez a szócikk részben vagy egészben  a   Diébougou című angol Wikipédia-szócikk ezen változatának fordításán alapul.  Az eredeti cikk szerkesztőit annak laptörténete sorolja fel. Ez a jelzés csupán a megfogalmazás eredetét és a szerzői jogokat jelzi, nem szolgál a cikkben szereplő információk forrásmegjelöléseként.
- Ez a szócikk részben vagy egészben  a   Diébougou című német Wikipédia-szócikk ezen változatának fordításán alapul.  Az eredeti cikk szerkesztőit annak laptörténete sorolja fel. Ez a jelzés csupán a megfogalmazás eredetét és a szerzői jogokat jelzi, nem szolgál a cikkben szereplő információk forrásmegjelöléseként.
- Ez a szócikk részben vagy egészben  a   Diébougou című francia Wikipédia-szócikk ezen változatának fordításán alapul.  Az eredeti cikk szerkesztőit annak laptörténete sorolja fel. Ez a jelzés csupán a megfogalmazás eredetét és a szerzői jogokat jelzi, nem szolgál a cikkben szereplő információk forrásmegjelöléseként.